# Josep Lozano i Lerma

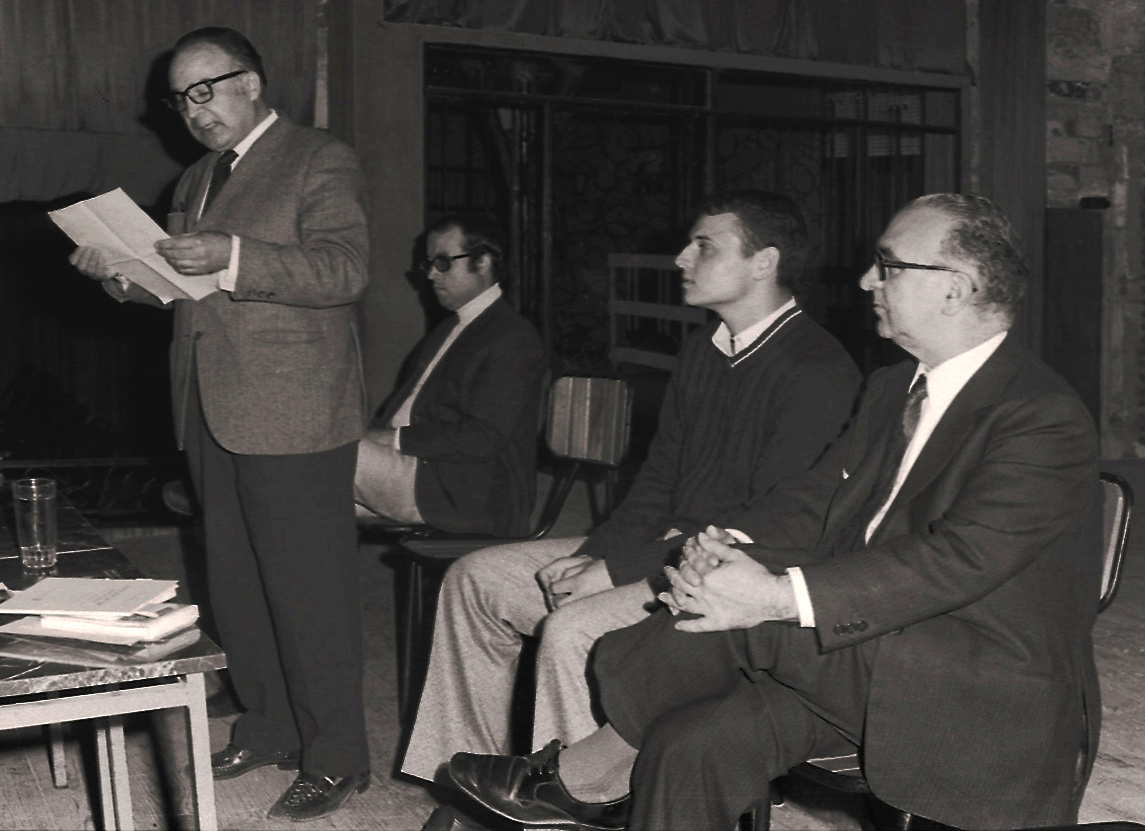
Manuel Sanchis i Guarner a la presentació del llibre Poemes Home-Terra d'en Josep Lozano i Lerma, a Alginet (6 de juny de 1971)

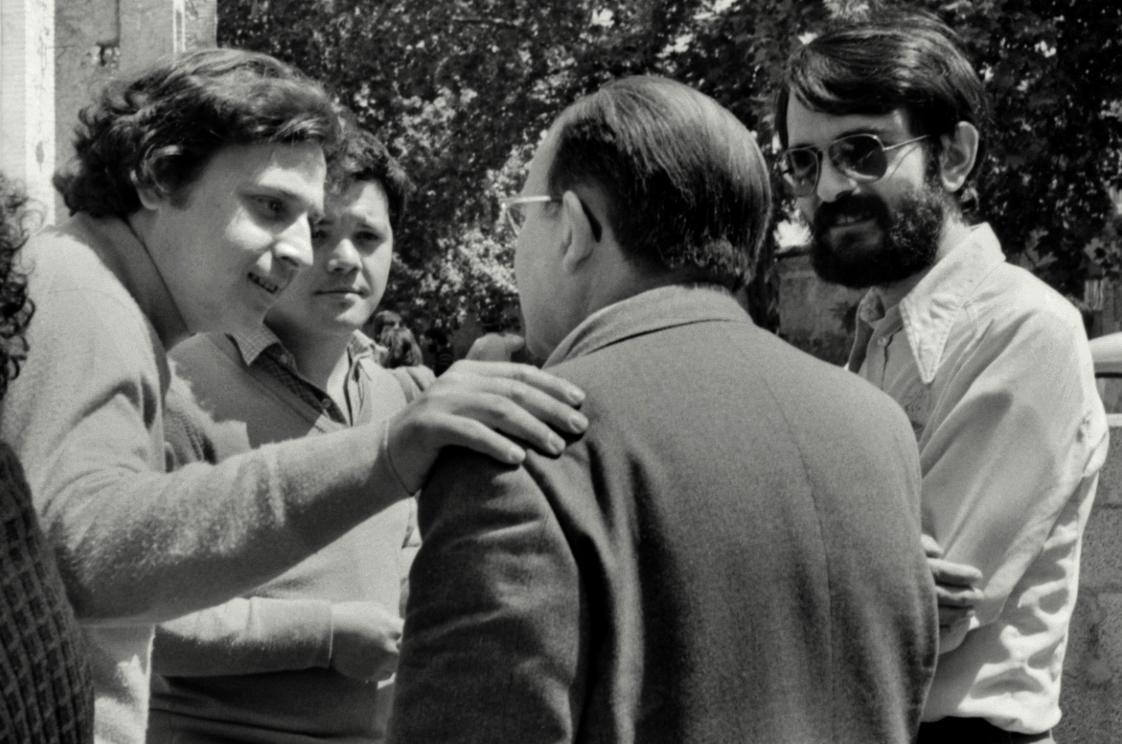
Josep Lozano i Vicent Andrés Estellés a l'aplec de Xàtiva l'any 1981

Josep Lozano i Lerma és un escriptor valencià nascut a Alginet (Ribera Alta) el 24 de novembre de 1948. És llicenciat en Lletres Modernes per la Universitat de París VIII (Vincennes) i en Filologia Catalana a la Universitat de València. Els seus poemes formen part d'antologies nord-americanes i del volum Carn fresca (1974). Ha escrit entre altres Poemes home-terra (1971), Històries marginals, Ribera i El mut de la campana (2003). En esta novel·la, «la València barroca del segle xvii serveix de marc per a una història impossible d'amor i passió entre un frare i una actriu de comèdies».
Per la seva relació personal amb Ismael Latorre Mendoza es va encarregar del discurs en el nomenament de fill predilecte del seu amic. Articulista col·laborador en moltes publicacions, com les revistes literàries Aiguadolç i Caplletra. Cofundador i membre del consell coordinador d'Aljannat des de l'any 2006. Ha treballat com a tècnic lingüístic en la Generalitat valenciana. Traductor en diverses publicacions al català. Ha traduït del francés textos de Stendhal, Gautier, Gide, Julien Green, Mérimée i Flaubert.
L'any 2011 va coordinar a Alginet l'Assemblea d'Història de la Ribera, la número XIV, amb Salvador Comes Hernández. Va ser l'iniciador de la Festa Estellés, i és qui fa la crida cada any. Normalment, la celebració de la festa consisteix a recitar poemes d'Estellés fent un sopar. La festa se celebra al voltant del 4 de setembre, i s'inspira en el Burns Supper, una celebració escocesa en honor de Robert Burns.

## Obra
Novel·la
- Crim de Germania (1979).[17][n. 1] És una obra que li assegurà un lloc preeminent en el nostre panorama literari i que li va procurar nombrosos seguidors.[18]
- Ofidi (1990)[19]
- Ribera (1991)[19]
- El mut de la campana (2003)[19]
- La fràgil memòria (2024)

Narrativa curta
- El dia de la sang (1980)
- Després de les tenebres i altres narracions (2013)

Conte
- El cavallet de cartró (1982)[19]
- Històries marginals (1982)[20]
- Laodamia i altres contes (1986)[19]

Poesia
- Poemes home-terra (1971).
- Cendra, Som i Dolça de sal.[21]
- L'Albufera. Palus Naccararum (2014)

## Premis
- 1979 - Premi Andròmina de narrativa per Crim de Germania[22]
- 1980 - Ciutat de Xàtiva per El dia de la sang
- 1980 - Premi de la crítica del País Valencià per Crim de Germania[22]
- 1981 - Premi Crítica Serra d'Or de novel·la per Crim de Germania[22]
- 1983 - Premi Xúquer de Narrativa per Laodamia i altres contes[19]
- 1984 - Premi Generalitat de Catalunya al millor text infantil per El Cavallet de Cartró[19]
- 1984 - Premi Tirant lo Blanc per El Cavallet de Cartró.[11]
- 1990 - Premi Prudenci Bertrana de novel·la per Ofidi[19]
- 1990 - Premi de Novel·la Ciutat d'Alzira per Ribera[19]